# Römertherme Baden

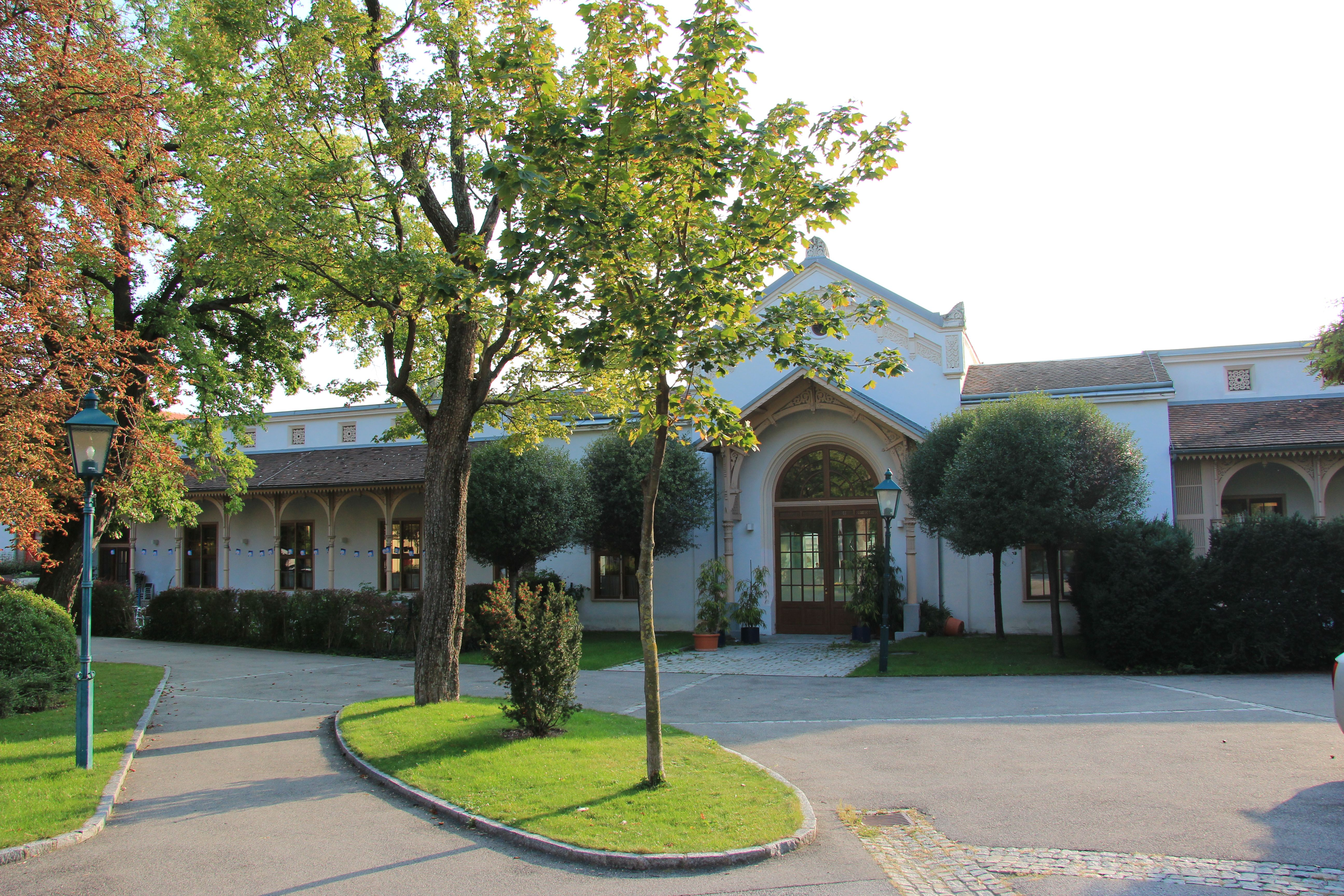
Römertherme in Baden bei Wien

Die Römertherme Baden steht in der Stadtgemeinde Baden bei Wien in Niederösterreich. Das denkmalgeschützte Peregrinibad bzw. Mineralschwimmschule wurde 1999 in den modernen Bau des Thermalbades integriert.

## Geschichte
Die Römertherme mit einer weiten gespannten verglasten Dachkonstruktion wurde von 1997 bis 1999 nach den Plänen von Roland Nemetz, Wolfgang Junger und Rupert Weber an der Stelle des ehemaligen Hallenbades sowie unter Einbeziehung der 1847/1848 nach den Plänen von August Sicard von Sicardsburg und Eduard van der Nüll erbauten Schwimmschule errichtet.

## Architektur
Mit einer Glas-Stahl-Dachkonstruktion und einer verglasten Westfront wurde von 1997 bis 1999 der ehemalige Bereich des Freibeckens zwischen dem Nord- und dem Südtrakt der U-förmig geschlossenen Anlage der Schwimmschule unter flachen Satteldächern überdacht.